# Parc Nacional de Rohkunborri
El Parc Nacional de Rohkunborri (en noruec: Rohkunborri nasjonalpark; en sami septentrional: Rohkunborri álbmotmeahcci) és un parc nacional situat al comtat de Troms, Noruega, que es va establir el 2011. El parc consta de 571 quilòmetres quadrats de protecció, i es troba al municipi de Bardu, al llarg de la frontera amb Suècia, a uns 50 quilòmetres al nord-est de Narvik.
El parc fa frontera amb Suècia al sud, i es troba a menys de 10 quilòmetres del Parc Nacional Øvre Dividal. El parc inclou parts de la vall de Sørdalen (canyó) i els grans llacs d'Altevatnet i de Leinavatnet es troben just al nord dels límits del parc.
La naturalesa varia de bosc caducifoli boreal a les elevacions més baixes a tundra alpina més amunt. El parc és la llar dels ossos bruns, goluts i linxs, així com del duc blanc, del falcó grifó i dels rens (sent els sami els propietaris). També hi ha aiguamolls i vegetació alpina a les roques, així com als pantans. Els llacs a la part oriental tenen truita alpina. Les muntanyes a banda i banda del canyó arriben fins a 1.500 metres sobre el nivell del mar.

## Galeria

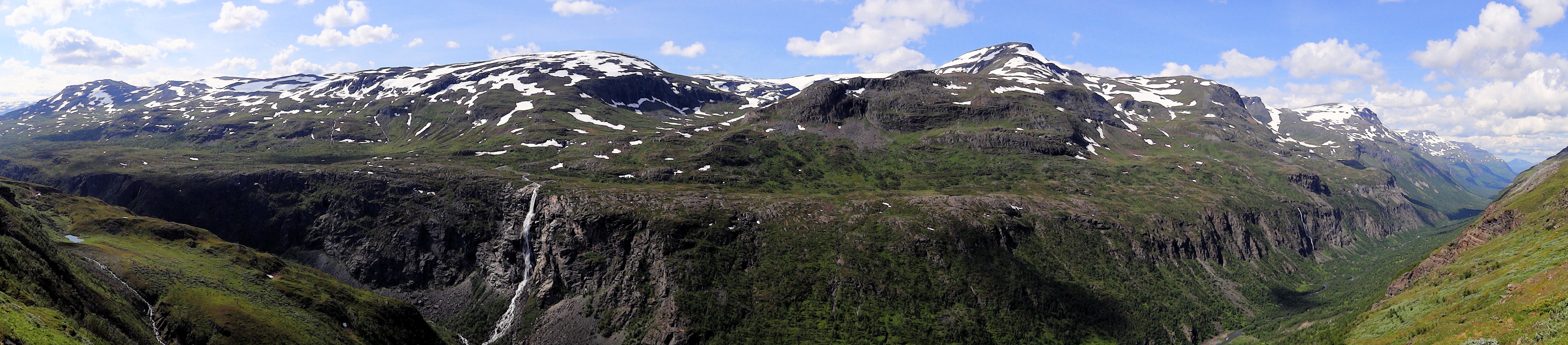
Panoràmica mostrant gran part de la vall de Sørdalen vista des de l'est

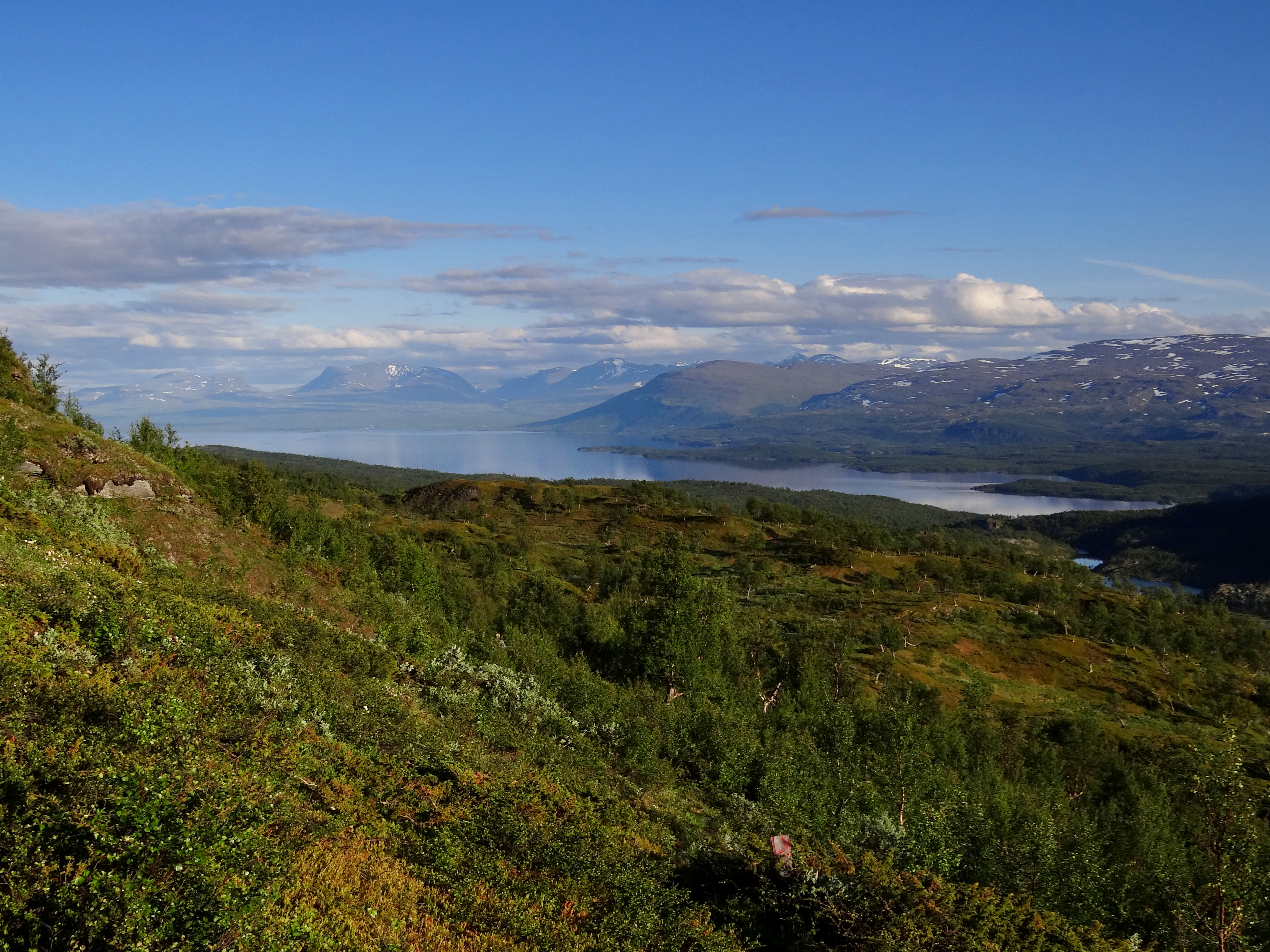
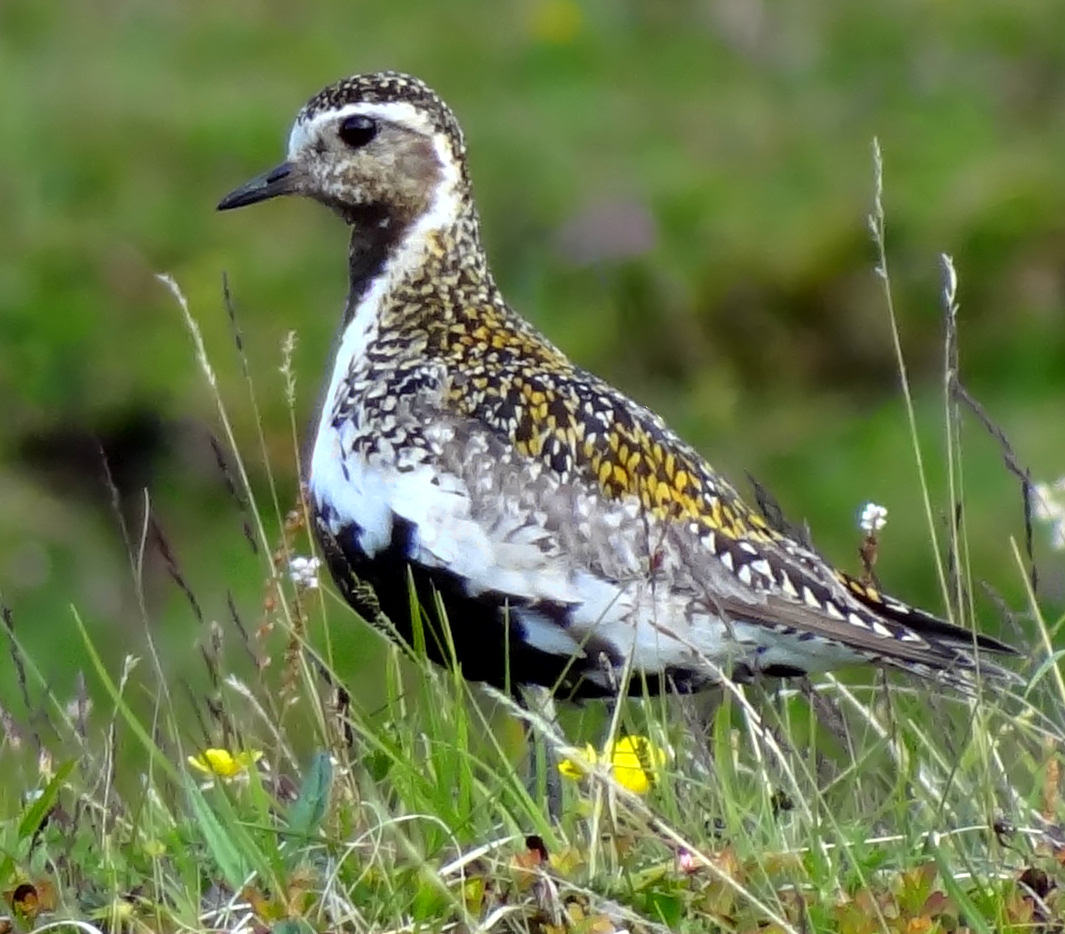